# Xã Holcomb, Quận Dunklin, Missouri
Xã Holcomb (tiếng Anh: Holcomb Township) là một xã thuộc quận Dunklin, tiểu bang Missouri, Hoa Kỳ. Năm 2010, dân số của xã này là 1.496 người.